# ダーフィト・ベンネント
ダーフィト・ベンネント（David Bennent, 1966年9月9日-）は、スイス・ローザンヌ出身の俳優。ダーヴィット・ベネントとも表記。

## 人物
父はドイツの俳優のハインツ・ベンネント（Heinz Bennent）。母はフランスの元ダンサー、ディアーヌ・マンサール（Diane Mansart）。姉のアンネ・ベンネント（Anne Bennent）も女優。
ドイツ、フランス、スイスに居住し流暢にドイツ語、フランス語、英語を話すことが出来る。
11歳でギュンター・グラス原作の『ブリキの太鼓』の主役のオスカル・マツェラートの役を射止めるが、このとき未成年でありながら成人相手に性行為を演じ、これは後に物議を醸すことになった。
その後は『レジェンド/光と闇の伝説』では準主役を演じるが、以降はわき役としての活躍が主である。

## 出演作品
- ブリキの太鼓（1979年）
- 狼獣たちの熱い日（Dog Day）（1984年）（※日本未公開）
- レジェンド/光と闇の伝説（1985年）
- セレブの種（2004年）
- Ulzhan（2007年）
- バトル・オブ・ライジング コールハースの戦い（2013年）